# Лазо Сергій Георгійович
Сергій Георгійович Лазо (рос. Сергей Георгиевич Лазо, рум. Serghei Lazo; 23 лютого (7 березня) 1894, с. П'ятра, Оргеєвський повіт, Бессарабська губернія, Російська імперія — травень 1920, станція Муравйов-Амурський, поблизу міста Іман) — російський дворянин молдавського походження, офіцер воєнного часу Російської імператорської армії, в період громадянської війни в Росії — радянський воєначальник і державний діяч, який брав активну участь у встановленні радянської влади в Сибіру і на Далекому Сході.
У 1917 — лівий есер, з весни 1918 — більшовик.